# Sebourg
Sebourg è un comune francese di 1 922 abitanti situato nel dipartimento del Nord nella regione dell'Alta Francia. Quivi ha vissuto ed è morto san Drogone.

## Società

### Evoluzione demografica
Abitanti censiti